# Mühle (Markt Rettenbach)

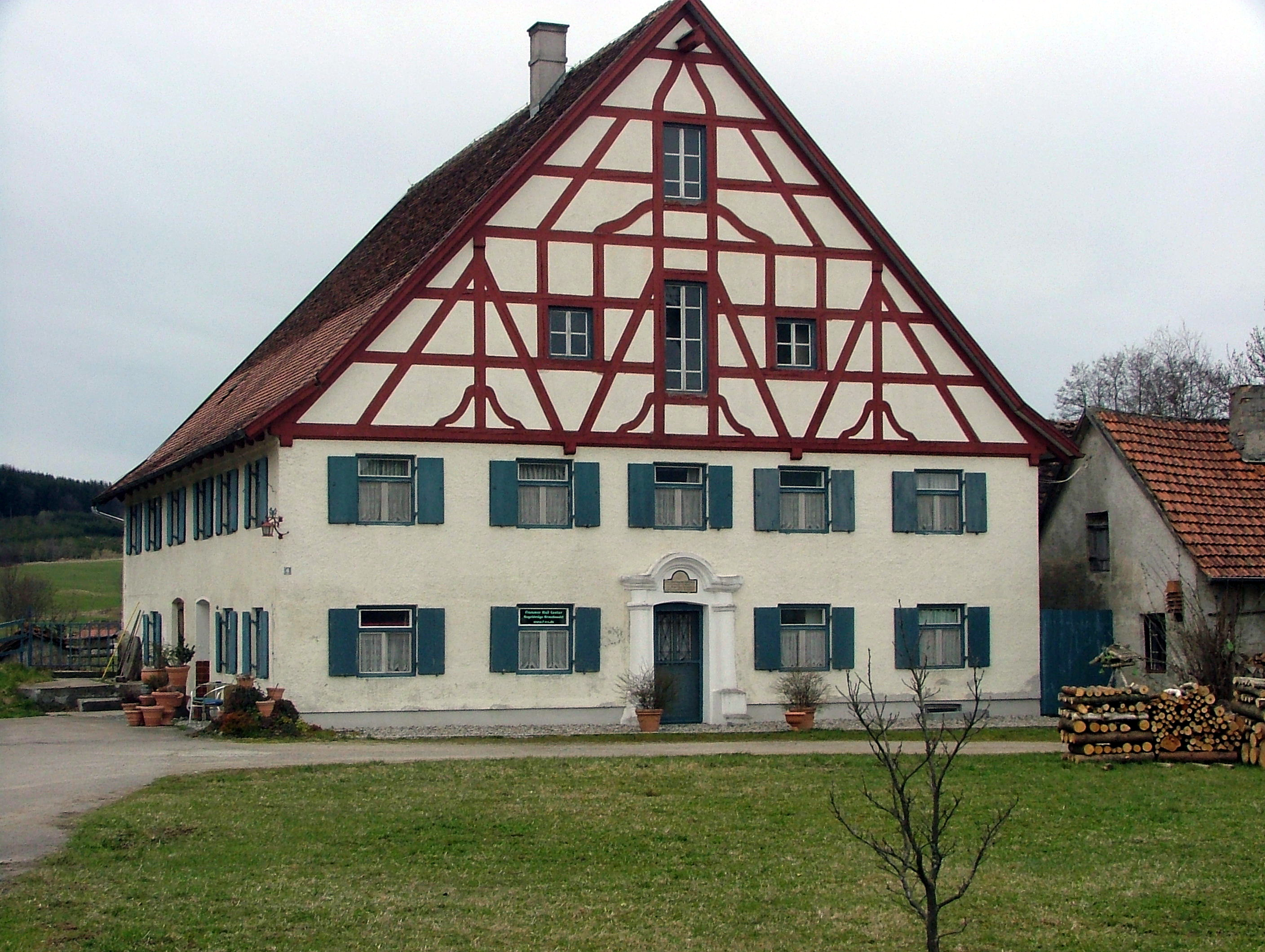
Mühle in Markt Rettenbach

Die Mühle in Markt Rettenbach im Landkreis Unterallgäu (Bayern) wurde im 18. Jahrhundert erbaut und steht unter Denkmalschutz. Das zweigeschossige Haus mit Satteldach besitzt fünf bzw. sechs Achsen und grenzt an die Östliche Günz. Die Tür in der mittleren Achse auf der Ostseite ist durch Segmentgiebel gerahmt. Das Fachwerk im Giebel darüber wurde der ursprünglichen Ausführung nachgebildet. Der Türstock der Südseite ist mit „1733 IOHV“ bezeichnet.